# ديفي أوبانيشاد
ديفي أوبانيشاد السنسكريتية :، هو أحد الأوبنشاد الصغير في الهندوسية ونص مؤلف باللغة السنسكريتية .  و كانت واحدة من 19 الأوبنشاد المرفقة بـ آثارفافيدا ، ولقد تم تصنيفها كواحدة من ثمانية شاكتا الأوبنشاد.  واعتبروه  الأوبنشاد، جزءًا من مجموعة أدب فيدانتا التي تقدم المفاهيم الفلسفية للهندوسية.